# 異常生物見聞録
『異常生物見聞録』（いじょうせいぶつけんぶんろく、中国語: 异常生物见闻录、拼音: Yìcháng shēngwù jiànwén lù）は、遠瞳による中国のWeb小説作品。起点中文網にて2014年7月から連載中。

## 登場人物
声優は日本語版 / 中国語版。

### 好人のアパート関係者
好人（よしひと）
声 - 三上丈  / 風袖
本作の主人公で、一般人。年齢は23歳。職業は大家、見習い審査官（時空管理局一部エリア担当管理事務官）。お人好し。就職先を探しつつ両親の残した辺鄙な郊外にある一軒家の部屋を貸し出して入居者を募集していたが入居者もなく収入の見込めない中、家賃収入の絶望的な異類達を入居者として迎える事になる。理由は明らかにされてないが夢の次元界に渡った際に魔法無効化の能力を獲得し、その後ワタリガラスにより審査官の義務として身体強化を施された。
劉 莉莉（りゅう りり）／リリ
声 - 洲崎綾 / 蘇婉
獣人。人狼のようだが先祖は狼ではなくシベリアン・ハスキー。幼い頃から人間と暮らしており、自身の種族やその能力、他の異類に関することは何も知らない。人狼の宿敵とも言える吸血鬼のヴィヴィアンからは「ワンちゃん」と呼ばれておりよく喧嘩もするが関係は良好。最初は本人も周囲も人狼であると思い込んでいたが、赤い月を見たことで先祖返りを起こし、それにより狼ではないことが発覚。更にヴィヴィアンの血液検査によりペキニーズの血が1/16混じっていることも判明。覚醒後は獣人としての能力も向上、右拳には炎、左拳には氷の魔力を帯びた爪を生やし、それにより各々の魔力を帯びた竜巻を発生させられるようになった。フリーライターや獣医の肩書も持つ。苦手なものは猫で好物はスペアリブの煮込み、趣味は石のコレクション。脳天気で食いしん坊だが読書家な一面もある。
ヴィヴィアン
声 - 夏吉ゆうこ / 馮駿驊
ハイヴァンパイア。他の異類からは「赤月を招く女伯爵」と呼ばれ、恐れられている。数千年を生きる吸血鬼ではあるが、人の生き血を吸わない。彼女にとって下賤な存在である吸血鬼と呼ばれることを嫌い、高級血族または血族の貴族を自称する。料理が趣味でその腕は好人達に絶賛される程。主にニンニクを使った料理を得意とする。種族として本来苦手な魔除けやお守りを収集しており、普段から十字架をアクセサリーとして身に着けている。極端に金運には恵まれず、常に貧乏。赤い蝙蝠のような形をした分身体を飛ばして感覚を共有したり、複数の蝙蝠に分裂することができる。心配性で面倒見がよく、様々な場面でリリを気遣い世話を焼く。世界各国の言語をマスターしているが覚えた頃の時代が余りにも古く、現代では通じない。
南宮 五月（なんぐう さつき）／サツキ
声 - 諏訪ななか / 醋醋
陸棲セイレーン。行方不明になった父母を探し路上で歌い生活費を稼いでいたが、好人の同行者としてワタリガラスに引き合わされ、以降アパートの住人となる。カサーから聞いたセイレーンの予言に父母の手がかりを見出す。人魚のような姿が本来の姿のようだが、それ以外の水棲生物に擬態する能力も持つが一度スキャンすれば何にでも変身可能。シャコの姿がお気に入り。幼い頃は興奮すると兄を尻尾で掴み振り回す癖があった模様。第二次世界大戦中ドイツの戦艦ビスマルクを沈めた張本人らしい。
イザックス・グッドマン
声 - 玄田哲章
かつて宇宙を荒らし回った悪魔。好人達に会う1ヶ月程前に宇宙船で地球に来訪し、イギリスのヤフルド城で封印されていた悪魔の石（実は単なる転送装置のゲートとそのキー）の封印を三八が破壊したことで地球に降り立った。性格は温厚だが粗野で何事にも隕石を落とすことで解決しようとし、彼が説得や話し合いと考えるその手段は先述と同様に隕石を落とす、溶岩に沈める等の残酷かつ暴力的な脅迫である。それ故か時空管理局の彼への認識は「他種族を侵略しながら全宇宙に戦争を仕掛けた存在」。生身で宇宙空間に生存可能で大気圏突入すらものともしない。地球では人間の姿で仕事を探しているがその容姿のためよく職質を受け、なかなか仕事に就けない。リリからは「デカイさん」と呼ばれている。醤油が大好物で普段から持ち歩いてるらしく、魔法陣を描くのにも使う。殆ど触れたこともないテーブルゲームの類いが尋常じゃなく強い。
卵
声 -
滅びた別の世界から来た人魚の卵。5人？目の入居者。サツキの尻尾で弄ばれて床に落とされたり、リリにダチョウの卵に間違われて茹でられたり散々な扱いをされる。茹でられたことで孵化の兆しを見せる。
アチイケ
声 - 柳田みり
好人の飼い猫。

### 時空管理局
ワタリガラス
声 - 本多真梨子 / 亀娘
好人の上司。希霊帝国の時空管理局支部で審査官を勤める神（のような存在）。彼女の職場には多数のカップ麺と使い捨てフォークが常備され、ほぼ常にカップ麺を食べている。好人が人狼と関わり順応を示したことで、彼を半ば騙すような形で審査官として採用する。庭木の剪定に大剣を使うなどかなり大雑把な性格。
データ
声 - 檜山修之 / 沈達威
ワタリガラスが好人に支給した審査官専用データ端末で、外見は八角形の女性用コンパクト。人工知能を有するがプライドが高くやや性格に難有り。自力で浮遊し、インタフェースにホログラムを使い顔文字を表示する。通訳、テレポート、宇宙チャンネルのシステム情報閲覧、生物や惑星のスキャンなどなど様々な機能を有する。よく懐中電灯代わりに使われて憤っている。

### 魔狩人
南宮 三八（なんぐう みつや）
声 - 川田紳司 / 謝添天
魔狩人のハーフでサツキの兄。金持ち相手に魔祓いなどをして生計を立てているが、魔狩人としての能力は高くない。妹を心配して跡を付け回したり、妹の写真を持ち歩きそれを毎日5時間は眺めている極度のシスコンでサツキには煙たがられている。ナルシスト。
劉生
声 - 樫井笙人
カサーのいる製鉄工場を襲う魔狩人のリーダー。投げナイフが武器。人狼達を追い込み捕獲を狙うがイザックスの"説得"により撃退され気絶。
チャオシイ
声 - 明坂聡美
劉生の部下。サツキを人質に取り人狼を捕らえようとするが、そこに現れた三八の話術に騙されて人質を解放して気絶した劉生ら仲間共々撤退。待ち構えていた時空管理局の襲撃を受け、その後どうなったのかは不明。

### 人狼族
カサー
声 - 佐々木望
人狼族。セイレーンの予言として伝えられる来たるべき日のために人狼族の仲間を探しており、吸血鬼と共に暮らすリリを吸血鬼に騙されていると誤解し、保護する目的で攫う。誤解が解けた後に好人宅へ客として訪れ、アパートの住人達に金塊をチラつかせてネズミ講のような勧誘を行う。
ユエン
声 - 菊地燎
人狼族。カサーを兄貴と慕うが実の弟か弟分かは定かではない。魔狩人との戦闘で瀕死の重傷を負うもサツキの治癒魔法によって治療された。かなり短気な性格。

### その他
狼王
声 - 間宮康弘
夢の次元界に住む巨大な狼で変身能力は持っていない模様。好人のシールドにより牙を折られた。
アングス
声 - 上田燿司
イザックスを迎えに行く際、現地で泊まったホテルのオーナー。客を増やすために幽霊騒ぎを起こした。
艦長
声 - 加藤清司
運送艦883号のベテラン艦長。宇宙に出た好人達を運ぶ仕事を請け負ったが、道中ライバル会社とのレースに熱くなりその仕事を忘れる。
案内人
声 - 富沢恵莉
カイパーベルト宇宙ステーションの案内人。

## 用語
異類
獣人、吸血鬼等のいわゆる幻想生物で、その多くは人間に擬態することが出来る。太古の昔に夢の次元界から渡ってきた存在。
人狼
狼の獣人。カサーの属する集団は最も強い人狼ファミリーだが祖先からずっとヴィヴィアンには勝てずその存在を恐れている。
セイレーン
最も古くから存在する異類で普段は海底に棲み、その歌には特殊な力が宿る。女性しかおらず、特殊な儀式により子孫を残す。
魔狩人
人間の血筋を半分だけ持つが人間とは異なる種族。異類と敵対しており、主に黒コートのような服に身を包みクロスボウのような武器を使用する。
時空管理局
高度な科学技術を有する希霊帝国に属する各宇宙を管理する部門。種族間の調停、勢力の均衡を図り天体変化の調整計画も行い世界の平和を維持するのが目的。日本語版でのワタリガラスの在籍する支部はEN35支部八王子事務所。ホワイト企業を謳うが、実態は邪悪な組織ではないとはいえ非常に真っ黒。
夢の次元界
かつて幻空間、ミラクル世界、幻影世界、第二界とも呼ばれた特殊な構造で不安定な、地球の存在する表世界とは別に存在し決して交わることのない別の世界。数多の異類が存在するが、そこでも人間により異類達が滅ぼされている。表世界に存在する異類達の故郷である。
カイパーベルト宇宙ステーション
中継地点として利用される場所。多種多様な宇宙人が行き交うため、大部分の宇宙人に適応するように重力や空気などの環境を調整されている。シェードシステムによって地球からでは発見されないが、やがて来るであろう地球人類の宇宙時代へのためにメッセージが掲げられている。
ジャイアントタートルストーンエッジ号（ドンガメ岩盤号）
ワタリガラスが好人に支給した小型宇宙船。賢く固い砦となって欲しいという願いを込めてワタリガラスにより命名された。

## テレビアニメ
日本ではMAGES.とbilibiliの共同製作により、2020年7月から9月までBSフジにて放送された。当初は2019年に放送予定としていた。中国ではbilibiliで配信。全13話だが、第12話で最終回マークを出してしまうミスがあった。

### スタッフ
- 原作 - 遠瞳[1]
- 総監督 - 深藍人[1]
- 監督 - 西本由紀夫[1]
- シリーズ構成・脚本 - Xiong Xingzhi
- キャラクターデザイン - Children's Playground Creative Inc.[1]
- 美術監督 - Zeng Qianlin、Guo Yunxiang、Xue Xuan、Zhuang Yijin、Zhang Kaixiang
- 撮影監督 - Tao Renjie
- 編集 - An Dingguo、Zhang Minhua
- 音響監督 - 阿部信行
- 音楽 - SHIKI、久下真音
- 音楽プロデューサー - 金谷雄文、高井麗
- 音楽制作 - MAGES.
- プロデュース - Children's Playground Media Inc.[1]
- プロデューサー - Yang Jianli、Yuan Haoshu
- エグゼクティブプロデューサー - 伊平崇耶、Luo Yanyan
- アニメーション制作 - MMT Technology Co.,Ltd[1]
- 製作 - Children's Playground Media Inc.、bilibili[1]

### 主題歌
「運命のラプソディー」
+α/あるふぁきゅん。 によるオープニングテーマ。作詞はMANA、作曲・編曲は三好啓太。
「多次元トラベリング」
ピュアリーモンスター によるエンディングテーマ。作詞・作曲は奥井雅美、編曲は悠木真一。

### 各話リスト
| 話数 | サブタイトル             | 絵コンテ   | 演出                            | 作画監督                                 | 初放送日      |
| ---- | ------------------------ | ---------- | ------------------------------- | ---------------------------------------- | ------------- |
| #1   | 異常な入居者             | 西本由紀夫 | 西本由紀夫 Zhang Peng Zhang Bin | Cong Yan Zhu Chuan Zhang Peng            | 2020年 7月8日 |
| #2   | 神様が雇い主             | 西本由紀夫 | 西本由紀夫 Fu Qiang             | Kou Xiaoyang                             | 7月15日       |
| #3   | 喧嘩相手が来た           | 下司康弘   | 下司康弘 Zhang Peng             | Zhu Chuan                                | 7月22日       |
| #4   | 3秒を越えるな            | 柳瀬雄之   | 柳瀬雄之 Fu Qiang               | Xu Haimin Fu Qiang                       | 7月29日       |
| #5   | 古城の幽霊 前編          | 西本由紀夫 | 西本由紀夫 Fu Qiang             | Kou Xiaoyang                             | 8月5日        |
| #6   | 古城の幽霊 後編          | 玉田博     | 柳瀬雄之 Zhang Peng             | Zhu Chuan                                | 8月12日       |
| #7   | 元魔王                   | 辻初樹     | 辻初樹 Zhang Peng               | Zhu Chuan                                | 8月19日       |
| #8   | 征くは星の大海           | 辻初樹     | 小滝礼 Zhang Peng               | Zhu Chuan                                | 8月26日       |
| #9   | その卵だよ               | 友田友晴   | 友田友晴 Zhang Peng             | Zhu Chuan                                | 9月2日        |
| #10  | まさか犬だとは           | 辻初樹     | 小滝礼 Fu Qiang                 | Luo Rui Xu Haimin Wang Hnag Kou Xiaoyang | 9月9日        |
| #11  | 能力覚醒                 | 西本由紀夫 | 西本由紀夫 Zhang Peng           | Jiang Yong Zhao Feiya Mao Manli          | 9月16日       |
| #12  | いいひとになりなさい     | 松尾慎     | 西本由紀夫 Fu Qiang             | Luo Rui Xu Haimin Wang Hnag Kou Xiaoyang | 9月23日       |
| #13  | 光熱費を払った後はゆで卵 | 辻初樹     | 小滝礼 Fu Qiang                 | Kou Xiaoyang                             | 9月30日       |

### 放送局
| 放送期間               | 放送時間                     | 放送局 | 対象地域 | 備考                        |
| ---------------------- | ---------------------------- | ------ | -------- | --------------------------- |
| 2020年7月8日 - 9月30日 | 水曜 0:30 - 1:00（火曜深夜） | BSフジ | 日本全域 | BS放送 / 『アニメギルド』枠 |

| 配信開始日   | 配信時間       | 配信サイト |
| ------------ | -------------- | --- |
| 2020年7月8日 | 水曜 2:00 更新 | AbemaTV Amazonプライム・ビデオ GYAO! dアニメストア ビデオマーケット music.jp U-NEXT DMM.com Hulu FOD Google Play Rakuten TV TSUTAYA バンダイチャンネル ひかりTV ムービーフルPlus MOVIEFULL COCORO VIDEO ふらっと動画 OnGenムービー アニメ放題 HAPPY!動画 あにてれ ジャンバリTVプレミアム クランクイン！ビデオ TELASA J:COMオンデマンド みるプラス スマートパスプレミアム |